# 18e Volksgrenadier Division
Pour les articles homonymes, voir 18e division.
La  18e Division de grenadiers du peuple  (en allemand : 18. Volksgrenadier-Division ou 18. VGD) est une division de volksgrenadiere de l'armée allemande (Wehrmacht) durant la Seconde Guerre mondiale. Sa numérotation et une partie de son personnel sont issues de la 18. Feld-Division (L). 

## Historique
La division a été créée au Danemark, en septembre 1944, par re-désignation de la 571e Volksgrenadier-Division créée en août. L'unité, sous le commandement de Günther Hoffmann-Schönborn, a absorbé des éléments de la 18e Division de campagne de la Luftwaffe ainsi que de la Kriegsmarine,.  
La division a combattu dans les Ardennes, et malgré un personnel non aguerri, s'est montrée particulièrement efficiente : elle inflige à la 106e division d'infanterie américaine des pertes importantes, lorsque plus de 8 000 soldats américains (deux régiments) se sont rendus aux volksgrenadiers. Le 21 décembre, la 18e VGD participe à la prise de St. Vith. Après avoir subi de lourdes pertes et s'être mise en position défensive, la division se replie vers le Reich. Le 5 février 1945, le général Walter Botsch prend la tête de la division. Le 6 mars 1945, lorsque Botsch reçoit l'ordre de prendre le commandement du LIII. Armee-Korps, la 18e Division de volksgrenadiers est intégrée à la 26e Volksgrenadier-Division dirigée par Heinz Kokott, le beau-frère de Heinrich Himmler.

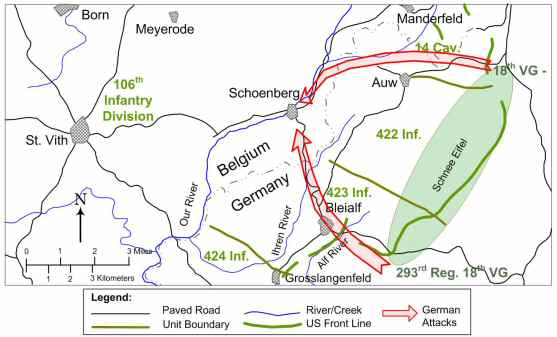
Plan (en anglais) d'une action de la 18E Volksgrenadier Division durant la bataille des Ardennes.

## Organisation

### Ordre de bataille
1944
- Grenadier-Regiment 293
- Grenadier-Regiment 294
- Grenadier-Regiment 295
- Fusilier-Bataillon 1818
- Artillerie-Regiment 1818
- Pionier-Bataillon 1818
- Panzerjäger-Abteilung 1818
  - (Éléments du 244e bataillon de canons d'assaut rattaché à l'unité durant la bataille des Ardennes)